# 旺嘎寺
旺嘎寺，位于西藏自治区日喀则地区白朗县旺丹乡武日村，是一座藏传佛教寺院。

## 简介
旺嘎寺是位于西藏自治区日喀则地区白朗县旺丹乡武日村的一座藏传佛教寺院。
2012年，旺嘎寺的僧人落桑被评为西藏自治区爱国守法先进僧尼。